# Bataille de l'île Hansan
Guerre Imjin
Batailles
- Okpo
- Chilchonryang
- Myong-Yang
- Ulsan
- No Ryang

La bataille de l'île Hansan, aussi appelée bataille de Hansando, se déroule le 8 juillet 1592 près de l'île coréenne de Hansando. C'est l'une des plus importantes batailles navales de la guerre Imjin et la flotte coréenne de l'amiral Yi Sun-sin y remporte une grande victoire face à la flotte japonaise, dont elle détruit au moins 47 navires et en capture 12. Le succès de Yi dans cette bataille représente un tournant dans la première campagne de Hideyoshi. Cette bataille est aussi la première de la 3e campagne navale de l'amiral Yi.
Cette victoire coréenne mit un terme définitif aux espoirs de Hideyoshi Toyotomi de conquérir la Chine.

## Prélude
L'amiral Yi Sun Shin, avec la petite flotte de sept navires de l'amiral Won Gyun, a mené deux campagnes sur la côte sud de la Corée. L'amiral Yi Eokgi rejoint les amiraux Yi et won pour la troisième campagne. Au total, les Coréens coulent plus de 60 navires japonais. L'amiral Yi et la flotte coréenne combinée ne perdent aucun navire et ne comptent alors que 11 tués et 26 blessés.
Compte tenu du rôle important qu'a eu la marine japonaise en fournissant l'armée comme elle avançait le long de la péninsule coréenne et s'apprêtait à envahir la Chine, Toyotomi Hideyoshi fait un impératif absolu à ses commandants que la situation navale soit menée sous contrôle, que la flotte coréenne soit détruite et les routes d'approvisionnement par la mer Jaune sécurisées. Le commandant japonais, Wakizaka Yasuharu, reçoit l'ordre d'attendre et de combiner sa flotte avec les forces de Katō Yoshiaki et Kuki Yoshitaka pour rechercher et détruire la flotte coréenne. Cependant, il faut un certain temps à Katō et Kuki pour rassembler leurs navires, aussi Wakizaka sort-il seul avec 73 bâtiments. La flotte de Wakizaka dispose probablement des meilleurs navires de guerre alignés par les Japonais jusqu'alors dans ce conflit. Sur les 73 navires, 36 sont de grands atakebune à ponts multiples, 24 des seki bune de taille moyenne et 13 de petits navires éclaireurs kobaya.
Dans le même temps, l'amiral Yi prévoit une troisième campagne et travaille avec les amiraux Won et Yi Eok Ki à des opérations combinées et s'exerce à organiser leurs flottes en formation de combat appelée « aile de grue ». Souvent utilisée sur terre, cette formation ne l'est normalement pas en mer. Les flottes combinées comptent un total de 54 panokseons et 2 ou 3 bateaux tortue.

## La bataille

### Première phase
L'amiral Yi reçoit des renseignements d'un agriculteur local selon lequel une grande flotte japonaise (les navires de Wakizaka) est en route à l'ouest vers lui et se trouve ancrée au nord du détroit de Gyeonnaeryang, étroit canal situé entre l'île de Geoje et le continent.
Le 8 juillet, le lendemain matin, l'amiral Yi envoie six navires de guerre panokseon traverser le canal pour attirer la flotte de Wakizaka. Wakizaka saisit l'appât et ses navires chassent les six panokseons de Yi dans le canal et en pleine mer en face de l'île Hansando. Wakizaka voit la flotte de l'amiral Yi devant lui et presse d'engager les Coréens. À ce moment, l'amiral Yi commence à organiser sa flotte en formation « aile de grue ».

#### Formation en aile de grue
Dans les deux campagnes précédentes, les Coréens ont soit répondu aux navires japonais en ligne de bataille droite ou, si l'espace était limité, avec une méthode d'attaque circulaire ou par roulement, où leurs navires attaquent en relais pour soutenir un bombardement continu. Bien que ces tactiques soient efficaces, un nombre considérable de Japonais se sont échappés et ont nagé à terre. La formation en « aile de grue », également connue sous le nom hagikjin, est conçue non seulement pour couler des navires mais aussi pour anéantir l'ennemi sans perdre beaucoup d'hommes.
La formation elle-même ressemble à une forme en « U » (d'où la grue), avec les cuirassés lourds au centre et les navires plus légers sur les ailes. Un navire tortue se tient à la fin de chaque côté pour ancrer les ailes. Les réserves sont placées derrière les navires du centre et servent à combler les lacunes tandis que la formation s'élargit. Les navires à l'avant de la formation se présentent de travers afin de maximiser le nombre de canons qui visent l'ennemi. En outre, la forme en « U » permet de verrouiller les champs de tir de sorte que de nombreux navires japonais sont pris en enfilade et frappés sous plusieurs angles. En ce sens, la formation en « aile de grue » partage des similitudes avec la tactique de cuirassés de la fin du XIXe siècle et du début du XXe siècle appelée « barrage de T ».
La tactique japonaise consiste à mettre leurs navires les plus rapides en avant-garde afin de maintenir les navires coréens occupés, puis de déplacer rapidement leurs plus grands navires pour se rapprocher, agripper et monter à bord des navires coréens. Cependant, cette tactique s'intègre pleinement dans le plan de l'amiral Yi tandis que les Japonais s'enferment plus profondément dans le piège. Le volume et la portée des tirs des canons coréens empêchent les Japonais d'employer leur tactique favorite et les deux ailes de la formation en grue enveloppent, entourent et ont enfin pour effet de rassembler les navires japonais, ce qui rend difficile de manœuvrer ou de reculer les navires regroupés qui représentent une cible facile pour les canons coréens.

### Seconde phase
Wakizaka Yasuharu est un commandant particulièrement agressif et une des légendaires « sept lances de Shizugatake », qui s'est fait connaître au cours de la bataille qui a consolidé la prétention de Hideyoshi d'être le successeur d'Oda Nobunaga. Il est clair à partir de ses tactiques dans la bataille de l'île de Hansan que Wakizaka essaye de se rapprocher autant que possible des navires coréens afin que ses hommes puissent les aborder et monter a bord, tactique navale japonaise traditionnelle. Wakizaka non seulement suit les six navires leurres coréens par le détroit de Kyonnaeryang emmenant toute sa flotte de 73 navires dans l'embuscade, mais appuie aussi rapidement que possible au centre de la formation en « aile de grue », inconscient du fait qu'il expose ses navires et ses flancs à la puissance de feu concentrée et à plus longue portée de la flotte coréenne.
La bataille se poursuit du milieu de la matinée à la fin de l'après-midi. Quelques abordages de bâtiments japonais par les Coréens ont lieu mais l'amiral Yi ne l'autorise que si le navire est déjà immobilisé et endommagé. Les commandants Wakizaka Sabei et Watanabe Shichi'emon de Wakisaka Yasuharu sont tués. Le commandant Manabe Samanosuke commet seppuku à bord de son navire en feu qui coule. Wakizaka Yasuharu lui-même est atteint par plusieurs flèches, mais aucune ne pénètre son armure. Après avoir perdu 59 bâtiments, Wakizaka abandonne son navire amiral et monte à bord d'un navire plus léger et plus rapide. Au total, 14 navires japonais sont à même de se retirer de la région immédiate de la bataille. Cependant, la plupart des navires survivants sont à ce point endommagés qu'ils doivent être abandonnés dans certaines des îles environnantes qui parsèment la côte sud de la Corée. Seuls quelques navires reviennent à la base japonaise du port de Busan.

## Conséquence
La victoire de l'amiral Yi à l'île de Hansan met fin aux rêves de Hideyoshi de conquête de la Chine des Ming, son objectif initial qui l'a fait envahir la Corée. Les voies d'approvisionnement par la mer Jaune doivent être ouvertes pour que ses troupes aient suffisamment de fournitures et de renforts pour envahir la Chine. Ainsi, Konishi Yukinaga, le commandant du contingent de troupes stationnées à Pyongyang ne peut avancer plus au nord en raison du manque de ravitaillement, non plus que des troupes de renforts ne peuvent lui être envoyées parce qu'il n'y a pas assez de ravitaillement pour les nourrir. Il faut cinq fois plus de ressources en aliments et en hommes pour passer des fournitures par voie terrestre sur les routes originales de la Corée. Qui plus est, le passage de fournitures par voie terrestre les laisse vulnérables aux attaques des forces chinoises et coréennes régulières ainsi que des forces irrégulières ou de guérilla coréennes (les armées vertueuses, 의병,义兵), de plus en plus active à mesure que la guerre progresse.
Après la bataille de l'île Hansan (et la bataille d'Angolpo peu après), Hideyoshi juge nécessaire de donner l'ordre direct à ses commandants de la marine de cesser toutes les opérations navales inutiles et de limiter leur activité à la zone immédiate autour du port de Busan. Il leur fait savoir qu'il viendra lui-même en Corée conduire personnellement les forces navales, mais Hideyoshi n'est jamais en mesure de mener à bien cette décision car sa santé se détériore rapidement.
La bataille de l'île de Hansan est la plus importante bataille de la guerre Imjin. Elle assure que tous les combats se dérouleront en Corée et non en Chine, et que Pyongyang sera l'avancée la plus au nord-ouest des armées japonaises (pour être exact, la brève marche du deuxième contingent de Katō Kiyomasa en Mandchourie est l'avancée extrême des Japonais au nord, cependant la Mandchourie ne fait pas partie de la Chine impériale au XVIe siècle). On peut faire valoir que la bataille est l'une des plus importantes dans l'histoire de la Corée jusqu'à ce moment. Bien qu'il soit improbable que Hideyoshi aurait pu envahir la Chine et conquérir une grande partie de celle-ci, la bataille de l'île de Hansan vérifie ses voies d'approvisionnement et entrave ses mouvements en Corée. Les plans de guerre plus vastes de Hideyoshi, confirmés par la plupart de la documentation écrite, sont presque identiques aux plans de conquête de l'empire du Japon de la première moitié du XXe siècle.

## Reconnaissance internationale
George Alexander Ballard (1862–1948), vice-amiral de la Royal Navy britannique, complimente hautement la victoire de l'amiral Yi à la bataille de Hansando :
« C'est l'exploit qui couronne le grand amiral coréen. Dans le court espace de six semaines [en fait environ neuf semaines, du 7 mai 1592 au 7 juillet 1592], il réalise une série de succès inégalée dans toutes les annales de la guerre maritime, détruit les flottes de guerre de l'ennemi, coupe ses lignes de communication, balaie ses convois, met en péril la situation de ses armées victorieuses sur le terrain et entraîne ses ambitieux projets dans une ruine complète. Pas même Nelson, Blake ou Jean Bart n'auraient pu faire plus que ce représentant à peine connu d'une petite nation cruellement opprimée et il est à regretter que sa mémoire ne s'attarde nulle part en dehors de son pays natal, car pas un juge impartial ne pourrait lui refuser le droit d'être représenté parmi les meneurs d'hommes nés ».